# Проблема с гландами
«Проблема с гландами» (англ. Tonsil Trouble) — первый эпизод 12-го сезона мультсериала «Южный парк», премьера которого состоялась 12 марта 2008 года..

## Сюжет
Врач и мама уговаривают Эрика Картмана провести небольшую операцию на гландах, обещая после операции дать ему мороженого. Операция действительно проходит абсолютно безболезненно, и Картман с мамой в больничной палате радостно обсуждают, как хорошо всё прошло. Входит врач и говорит, что на самом деле всё очень плохо: по чистой случайности, когда во время операции Эрику вливали кровь, это оказалась кровь ВИЧ-инфицированного, и теперь Картман ВИЧ-положителен.
Стэна, Кайла, Кенни и Баттерса с родителями вызывают к директору и сообщают, что теперь Картман болен СПИДом. Дети осознают весь ужас положения, Баттерс пытается подбодрить Эрика, а Кайл, не выдержав, выходит в коридор, где начинает истерически хохотать. Картман крайне этим возмущён. В поддержку Картману устраивается благотворительный вечер, однако на нём собирают всего $17, пришли только Баттерс и Джимми, а вместо обещанного Элтона Джона выступает Джимми Баффет, которого Картман терпеть не может. Официантка объясняет такое положение дел тем, что СПИД вышел из моды и сейчас моднее болеть раком.
С тех пор, как Кайл узнал о диагнозе Картмана, его не перестаёт душить смех. Картман возмущается этим, и Стэн пытается объяснить, что Кайл, хотя и переживает за Эрика, но находит случившееся «ироничным». Картман решает, что должен отомстить, и при участии Баттерса ночью проникает в комнату Кайла и заражает его ВИЧ-инфекцией, выплёскивая немного своей крови ему в рот. Когда на следующий день доктор говорит Кайлу, что он ВИЧ-положителен, тот понимает, в чём дело, и избивает Картмана на школьной площадке для игр. Их разнимает мистер Мэки, однако он вместе с директрисой решает просто заставить мальчиков извиниться друг перед другом.
Кайл в бешенстве от того, что произошло, и решает уничтожить всё имущество Картмана. Он врывается в его дом и ломает его игрушки; среди прочего, он рвёт постер фильма «Храброе сердце» с Мелом Гибсоном, отрывает голову лягушонку Клайду. Когда Кайл пытается разбить Xbox 360 Картмана, тот не выдерживает и говорит, что знает выход из ситуации. Он говорит о том, что баскетболист Мэджик Джонсон уже много лет нормально живёт с тем же диагнозом, и предлагает Кайлу поехать к нему в Лос-Анджелес и попытаться найти причину.
Мэджик Джонсон тепло принимает детей, однако не может ничем объяснить свою невосприимчивость к вирусу. Они просят осмотреть его дом и не видят там ничего особенного, пока не приходят в спальню, где замечают, что Мэджик Джонсон спит среди огромной кучи собственных денег, потому что «не доверяет банкам». Кайл думает, что дело в этом, и они предлагают врачам провести анализы. Те действительно выясняют, что доллары ослабляют вирус, и предполагают, что введённый в кровь порошок из денег может полностью нейтрализовать ВИЧ. Мэджик Джонсон говорит, что его денег хватит на них троих. Медики проводят на Кайле эксперимент, и он исцеляется, в итоге выясняется, что лекарство от СПИДа — «около $180 000 наликом, введённые под кожу». Среди прочего, радостные американские вестники сообщают эту новость нищим африканцам в нигерийской деревне.
В честь Кайла и Картмана, нашедших лекарство от СПИДа, проводится поздравительный вечер. Когда ведущий объявляет, что этому способствовала их дружба, Кайл перебивает его, говоря, что никакие они не друзья, и что именно Эрик заразил его СПИДом, после чего ведущий «поправляется», называя их любовниками. В качестве приглашённого гостя опять выступает Джимми Баффет, и Кайл говорит, что всё равно разобьёт Xbox Картмана.

## Пародии
- Песни Джимми Баффета, в которых постоянно упоминаются бургеры, пародируют его крупнейший хит-сингл «Cheeseburger in Paradise» (рус. Чизбургер в раю): в первый раз он поёт «AIDSburger in Paradise» (рус. СПИДбургер в раю), во второй — «CUREburger in Paradise» (рус. Лекарствобургер в раю).
- Картман считает, что Мэджику Джонсону диагностировали СПИД около 50 лет назад. На самом деле Джонсон живёт с ВИЧ 16 лет[3]. В настоящее время Мэджик Джонсон — один из самых известных в Америке активистов по борьбе со СПИДом. Финал эпизода, в котором лекарством от ВИЧ оказываются деньги, отсылает к тому факту, что Мэджик Джонсон способен, будучи ВИЧ-инфицированным, за счёт своего огромного состояния обеспечивать себе хорошее лечение. В частности, Канье Уэст в своих песнях предъявлял Джонсону обвинения в том, что тот имеет доступ к необнародованным публично исследованиям ВИЧ и, возможно, даже к вакцине от него[4].
- Оптимистичные музыкальные заставки на протяжении всего эпизода отсылают к аналогичным заставкам из комедийного телешоу «Leave It to Beaver».
- Внешний вид Картмана после того, как он узнаёт о диагнозе (шарф и новая шапка), повторяют внешний вид больного СПИДом главного героя фильма «Филадельфия» Эндрю Беккетта, сыгранного Томом Хэнксом.
- Когда Картман говорит в аэропорту, что они с Кайлом больны СПИДом, продавец билетов говорит: «Ого, вот это ретро». Это намекает одновременно на одну из повторяющихся шуток серии — что болеть СПИДом уже «не модно» — и на то, что вирус иммунодефицита человека является ретровирусом.

## Отсылки к другим сериям
- С тех пор, как одной из центральных тем сериала стала взаимная неприязнь Кайла и Картмана, в этом контексте и раньше нередко упоминался СПИД. Именно поэтому Кайл воспринимает диагноз Картману как «ироничный»:
  - В эпизоде четвёртого сезона «Картман вступает в NAMBLA» Картман во время игры в Отчёты о последствиях с Биллом Кёртисом (англ. Investigative Reports with Bill Curtis) «заражает» Кайла СПИДом. При этом Эрик говорит, что Кайл пропускает 47 ходов и теряет 800 очков; Стэн реагирует на это словами «Чувак, это не круто. Не заражай Кайла СПИДом».
  - В эпизоде седьмого сезона «Алчность краснокожего» Картман предлагает для освобождения города собрать деньги, заразив Кайла СПИДом и создав благотворительный фонд.
  - В эпизоде седьмого сезона «Каса-Бонита», когда Кайл приходит к друзьям со словами «Хорошие новости!», Картман переспрашивает: «У тебя СПИД?»; когда Стэн говорит, что так шутить нехорошо, он поясняет, что не шутит.
  - В эпизоде восьмого сезона «Рождество у лесных тварей» Картман сочиняет рождественскую историю, в финале которой Кайл умирает от СПИДа.
- В ответ на повторяемую Картманом фразу «ответ положительный, ВИЧ-положительный» Кайл раздражённо говорит, что «СПИД — это не смешно». В эпизоде шестого сезона «Джаред и его СПИД», где эта болезнь впервые играла в сериале существенную роль, СПИД был «официально объявлен смешным».
- Среди посетителей торжественного приёма в честь открытия лекарства против СПИДа есть инопланетянин (на заднем плане, слева, рядом с родителями Кенни).
- Гитара Джимми Баффета точно такая же, как у Рэнди Марша в эпизоде «Guitar Queer-o».

## Факты
- Анонс и тизер серии в сочетании тем, что в последних сезонах сериала роль Эрика очевидно возросла (и это у многих вызвало недовольство), перед премьерой навели некоторых фанатов на мысль, что, возможно, создатели сериала решатся убить Картмана[5]. Однако, несмотря на то, что по ходу действия серии Картмана заразили смертельной болезнью, предполагавшегося не случилось.
- Пероральный (через рот) способ заражения ВИЧ-инфекцией не так вероятен, как парентеральный (минуя желудочно-кишечный тракт); независимо от способа заражения для проявления симптоматики и возможности постановки диагноза должно пройти большее время, чем то, которое проходит в эпизоде. Диагностика ВИЧ-инфекции путём оптической микроскопии мазка крови невозможна, а показанная в эпизоде гистологическая картина крови имеет с настоящей очень мало общего.
- У Эрика Картмана Xbox 360 pro, об этом свидетельствует жёсткий диск и белый цвет консоли